# Petar Simić
Petar Simić bio je srpski ortopedski hirurg i redovni profesor Univerziteta u Beogradu.

## Biografija
Petar Vučić Simić rođen je 25. februara 1927. godine u Arilju gde je i završio osnovnu školu. Simić je poreklom iz stare i znamenite ariljske porodice. Otac Vučić (Ilija) Simić učestvovao je u oslobodiličakim ratovima Srbije 1912.-1913. g. i u Prvom svetskom ratu kao redov u Drinskoj diviziji i bio je nosilac mnogobrojnih odlikovanja od kojih su najznačajnija Albanska spomenica, Medalja za hrabrost Miloš Obilić kao i Medalja za vojničke vrline.
Kao stipendista kralja Aleksandra Karađorđevića, s obzirom da mu je otac Vučić bio nosilac Albanske spomenice, Simić je gimnazijsko školovanje započeo 1938. godine u Državnoj četvrtoj muškoj gimnaziji u Beogradu. S početkom Drugog svetskog rata Simić nastavlja školovanje u Užičkoj gimnaziji gde je i maturirao 1946. godine. Na Medicinskom fakultetu Univerziteta u Beogradu  diplomirao je1953. godine, i ubrzo se zaposlio na Klinici za ortopedsku hirurgiju i traumatologiju Medicinskog fakulteta u Beogradu. Specijalistički ispit je položio sa odličnim uspehom 1958. godine, kao 12-ti ortoped u istoriji Srbije. Habilitacioni rad pod nazivom „Povrede torakalnog dela kičme“ je odbranio 1962. godine a doktorsku disertaciju „Hiperekstenzione povrede vratne kičme“ takođe je odbranio sa velikim uspehom 1974. godine na Medicinskom fakultetu u Beogradu.
Osnovao je i postao prvi načelnik Odeljenja za neuroortopediju Klinike za ortopedsku hirurgiju i traumatologiju 1964. g. i na toj funkciji je ostao do penzionisanja 1993. godine. Redovni profesor Medicinskog fakulteta Univerziteta u Beogradu postao je 1976. g., a redovni član Medicinske akademije Srpskog lekarskog društva 1978. godine. Bio je šef Katedre za postdiplomske studije iz ortopedske hirurgije i traumatologije na Medicinskom fakultetu u Beogradu, a u periodu od 1978. do 1983. g. bio je i direktor Klinike za ortopedsku hirurgiju i traumatologiju Univerzitetskog kliničkog centra u Beogradu. Ostalo je zabeleženo da je bio i prvi direktor koji je na toj poziciji podneo ostavku.
Prof. Simić se usavršavao u National Spinal Injuries Centre (NSIC) u Stoke Mandeville bolnici u Ejlsberiju, jugoistočna Engleska (1959) i u najvećoj ortopedskoj bolnici u Ujedinjenom Kraljevstvu, Royal National Orthopedic Hospital u Londonu (1979). Obavio je i više studijskih putovanja:  bolnica u Čikagu (1981), Karolinska i Huddinge bolnica u Stokholmu (1979), Centralni institut za traumatologiju i ortopediju (CITO) u Moskvi (1964. i 1968)i dr. Aktivno je kao dugogodišnji član učestvovao i predavao na skoro svim kongresima Internacionalnog udruženja ortpedskih hirurga i traumatologa (SICOT) od 1955. do 1990. godine.
Prvi je u našoj zemlji izveo više operativnih zahvata na kičmenom stubu, dok je za pojedine usavršio pristupe i doprineo njihovom lakšem izvođenju. Posebno je doprineo poboljšanju dijagnostike i operativnom lečenju raznih bolnih sindroma kičmenog stuba. Lično je kreirao i patentirao implantat za stabilizaciju kičmenog stuba kod preloma i iščašenja pršljenova. Publikovao je veliki broj stručnih i naučnih radova, a autor je i u više udžbenika iz hirurgije. Napisao je dve kapitalne monografije: „Trauma – lokalni i opšti poremećaji u organizmu“ i njegovo životno delo „Bolesti kičme“.
Pored izuzetno zapaženog i poštovanog stručnog rada, bio je talentovan i za slikarstvo, tako da je objavljivao svoja umetnička dela na nekoliko samostalnih izložbi. Kao vanstranačka ličnost izabran je na listi DEPOS-a za poslanika u Narodnoj skupštini Republike Srbije (1993—1995). Aktivno je govorio i pisao na engleskom jeziku, a služio se francuskim i nemačkim.
Petar Vučić Simić preminuo je 30. maja 2004. godine u Beogradu. Za delo „Istorija hirurgije“ koje je napisao zajedno sa svojim sinom Aleksandrom Simićem posthumno je nagrađen Nagradom grada Beograda iz oblasti medicine za 2008. godinu.